# Porte de Kayman
Pour l’article homonyme, voir Cingalais (peuple).
La porte de Kayman, en cinghalais : aim දොරකඩ, Kaiman Dorakada, est située à l'entrée de l'ancien fort de Colombo, qui se dresse au pied de la colline Wolvendaal, dans le district de Pettah à Colombo, au Sri Lanka. C'est un beffroi dont la structure est autoportante, situé au carrefour de Street Main et de Strret 4th Cross. La porte de Kayman est classée au patrimoine des monuments historiques de Colombo.

## Histoire

### Les fortifications

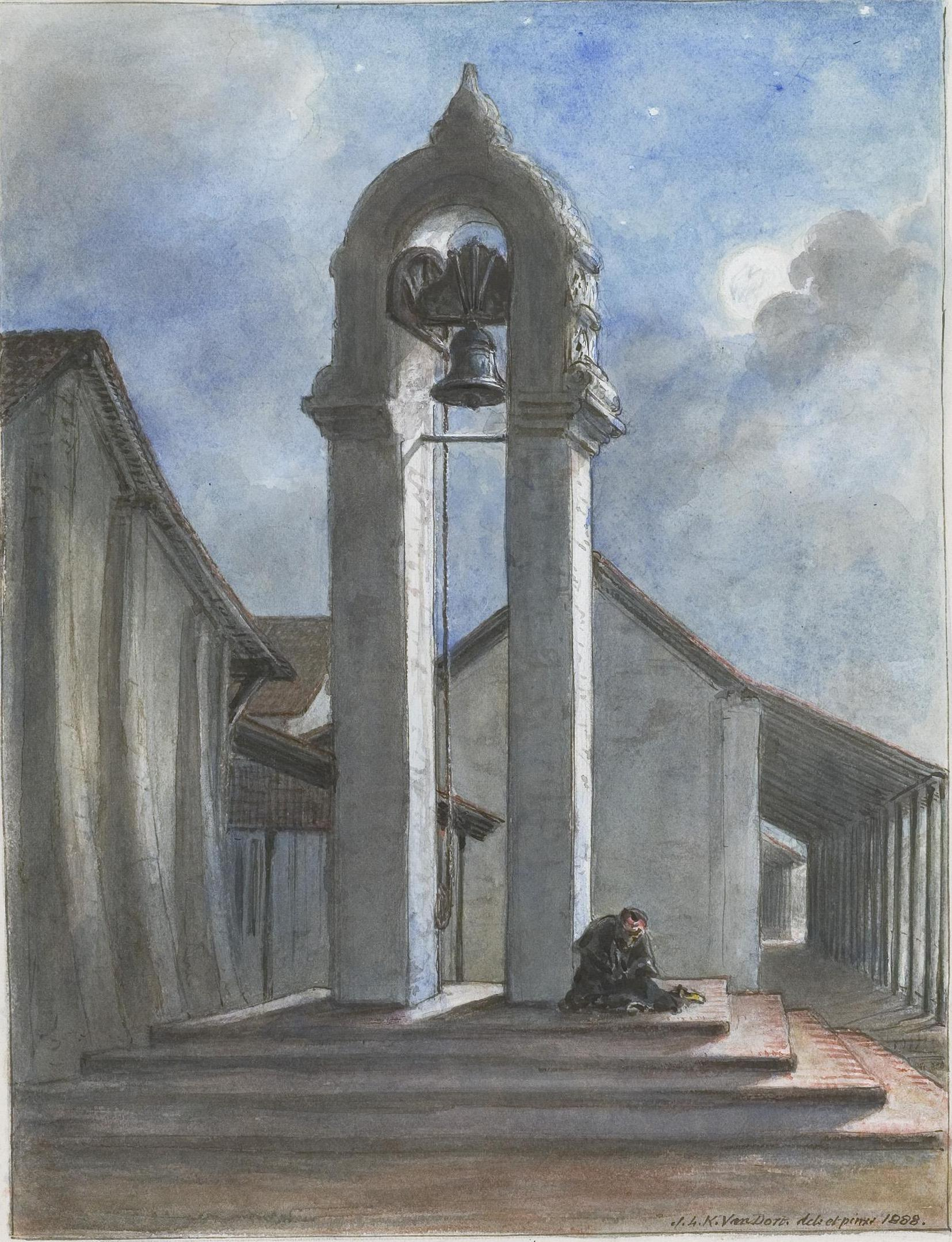
Aquarelle de Kayman's Gate par J. L. K. van Dort (1888)

Le second fort de Colombo a été construit par les Portugais en 1554, c'était la fortification du poste de traite le principal lieu d'échange pour la traite des fourrures, et le troc de denrées entre les populations autochtones et les colons de Colombo. L'endroit stratégique fut conquis par les Hollandais en 1656. Sous l'occupation portugaise, l'entrée principale du fort sur le rempart est se nommait Poorta Reinha ("Queen's Gate"), un grand tunnel gardé par un pont-levis et des douves.

### Le canal
"Kayman's Gate" vient du mot néerlandais "Kaaiman", crocodile. Pendant cette période, des crocodiles Mugger vivaient en grand nombre dans lac Beira. Ils se rassemblaient dans les douves pour manger les ordures jetées par les citadins dans le fort en passant par le canal sud-nord qui relie le lac Beira à la mer.
Ce canal fut comblé, durant l'occupation britannique pour relier la vieille ville de Pettah au fort de Kayman's Gate. La voie de communication ainsi créée fut appelée "St. John's River", par la suite elle fut renommée 'St John Street". Sous l'occupation néerlandaise: "Konings Straat", sous celle des portugais "Roa Directo", et aujourd'hui "Main Street".  
En 1870, le fort et les structures attenantes furent rasés le site de Kayman's Gate fut le lieu des pendaisons publiques.

### Lebeffroi
Le beffroi de la "Porte de Kayman" date du XVIe siècle. Le Campanile abrite la cloche d'une église portugaise dédiée à Saint François, dans la ville royale de Sri Jayawardenapura Kotte.
Bien que la ville Kotte ait été abandonné en 1565, les hollandais retrouvèrent cette cloche au milieu des ruines de l'église et ils la déplacèrent dans un beffroi nouvellement construit à Kayman's Gate. L'édifice fut utilisé en période de couvre-feu, il indiquait aussi la fermeture des portes et des lumières du château. Après la démolition des murs du fort, la cloche fut utilisée, pour appeler les fidèles à la prière dans l'église Wolvendaal.
Kayman's Gate est référencé dans la chanson Paru Palamen, écrite par le musicien classique sri-lankais Sunil Edirisinghe (en).